# Dysdera levipes
Dysdera levipes là một loài nhện trong họ Dysderidae.
Loài này thuộc chi Dysdera. Dysdera levipes được Jörg Wunderlich miêu tả năm 1987.